# Sympherobius limbus
Sympherobius limbus är en insektsart som beskrevs av Carpenter 1940. Sympherobius limbus ingår i släktet Sympherobius och familjen florsländor. Inga underarter finns listade i Catalogue of Life.